# Acronyme redondant

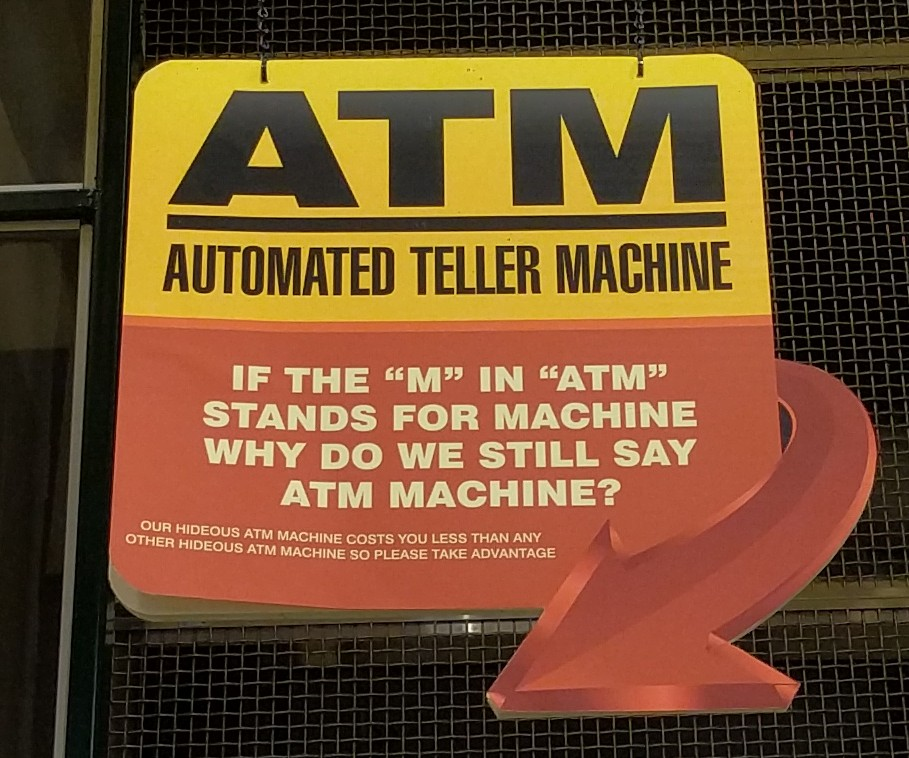
Exemple d'acronyme redondant

Un acronyme redondant est l'utilisation, avec un acronyme d'un ou plusieurs mots qui sont déjà présents dans l'acronyme. C'est donc une forme de pléonasme ou de tautologie.

## Exemples
- virus du VIH.
- numéro de compte IBAN.
- carte NIC (ou NIC card).
- les LR[2].